# Bretagne Classic de 2016
A 80.ª edição da clássica ciclista Bretagne Classic (oficialmente: Bretagne Classic - Ouest-France) celebrou-se na França a 28 de agosto de 2016 sobre um percurso pelos arredores da região de Bretanha, com início e chegada na cidade de Plouay para um total de 247 km.
Fez parte do UCI WorldTour de 2016, sendo a vigésima terceira competição do calendário de máxima categoria mundial.
A corrida foi vencida pelo corredor belga Oliver Naesen da equipa IAM Cycling, em segundo lugar Alberto Bettiol (Cannondale-Drapac) e em terceiro lugar Alexander Kristoff (Team Katusha).

## Percorrido
A Bretagne Classic dispôs de um percurso total de 247 quilómetros, onde os ciclistas na parte final disputaram um circuito de 13,9 quilómetros até linha de meta.

## Equipas participantes
Tomaram parte na corrida 25 equipas: os 18 UCI ProTeam (ao ter assegurada e ser obrigatória sua participação), mais 7 equipas Profissionais Continentais convidados pela organização. A cada formação esteve integrada por 8 ciclistas, formando assim um pelotão de 200 corredores (o máximo permitido em corridas ciclistas).
| Equipa                       | Cód. UCI | Categoria                |
| ---------------------------- | -------- | ------------------------ |
| AG2R La Mondiale             | ALM      | UCI ProTeam              |
| Astana Pro Team              | AST      | UCI ProTeam              |
| BMC Racing Team              | BMC      | UCI ProTeam              |
| Cannondale-Drapac            | CDT      | UCI ProTeam              |
| Dimension Data               | DDD      | UCI ProTeam              |
| Etixx-Quick Step             | EQS      | UCI ProTeam              |
| FDJ                          | FDJ      | UCI ProTeam              |
| IAM Cycling                  | IAM      | UCI ProTeam              |
| Lampre-Merida                | LAM      | UCI ProTeam              |
| Lotto Soudal                 | LTS      | UCI ProTeam              |
| Movistar Team                | MOV      | UCI ProTeam              |
| Orica-BikeExchange           | OBE      | UCI ProTeam              |
| Team Giant-Alpecin           | TGA      | UCI ProTeam              |
| Team Katusha                 | KAT      | UCI ProTeam              |
| Team LottoNL-Jumbo           | TLJ      | UCI ProTeam              |
| Team Sky                     | SKY      | UCI ProTeam              |
| Tinkoff                      | TNK      | UCI ProTeam              |
| Trek-Segafredo               | TFS      | UCI ProTeam              |
| Bardiani CSF                 | BAR      | Profissional Continental |
| CCC Sprandi Polkowice        | CCC      | Profissional Continental |
| Cofidis, Solutions Crédits   | COF      | Profissional Continental |
| Delko Marseille Provence KTM | DMP      | Profissional Continental |
| Direct Énergie               | DÊEM     | Profissional Continental |
| Fortuneo-Vital Concept       | FVC      | Profissional Continental |
| Wanty-Groupe Gobert          | WGG      | Profissional Continental |

## Classificação final
- As classificações finalizaram da seguinte forma:[4]

| \| Classificação geral \| Classificação geral \| Classificação geral \| Classificação geral \| Classificação geral \| \| Ciclista \| Ciclista \| Equipe \| Tempo \| \| \| ------------------- \| -------------------- \| --------------------- \| ------------------- \| ------------------- \| \| 1. \| Oliver Naesen \| IAM Cycling \| 5h58m46s \| \| \| 2. \| Alberto Bettiol \| Cannondale-Drapac \| + 2s \| \| \| 3. \| Alexander Kristoff \| Katusha \| + 5s \| \| \| 4. \| Michael Matthews \| Orica-BikeExchange \| + 5s \| \| \| 5. \| John Degenkolb \| Giant-Alpecin \| + 5s \| \| \| 6. \| Maciej Paterski \| CCC Sprandi Polkowice \| + 5s \| \| \| 7. \| Daniel Hoelgaard \| FDJ \| + 5s \| \| \| 8. \| Giacomo Nizzolo \| Trek-Segafredo \| + 5s \| \| \| 9. \| Matteo Trentin \| Etixx-Quick Step \| + 5s \| \| \| 10. \| Edvald Boasson Hagen \| Dimension Data \| + 5s \| \| |                      |                       |          |
| |                      |                       |          |
| Fonte: ProCyclingStats |                      |                       |          |
| Classificação geral |                      |                       |          |
| Ciclista | Ciclista             | Equipe                | Tempo    |
| 1. | Oliver Naesen        | IAM Cycling           | 5h58m46s |
| 2. | Alberto Bettiol      | Cannondale-Drapac     | + 2s     |
| 3. | Alexander Kristoff   | Katusha               | + 5s     |
| 4. | Michael Matthews     | Orica-BikeExchange    | + 5s     |
| 5. | John Degenkolb       | Giant-Alpecin         | + 5s     |
| 6. | Maciej Paterski      | CCC Sprandi Polkowice | + 5s     |
| 7. | Daniel Hoelgaard     | FDJ                   | + 5s     |
| 8. | Giacomo Nizzolo      | Trek-Segafredo        | + 5s     |
| 9. | Matteo Trentin       | Etixx-Quick Step      | + 5s     |
| 10. | Edvald Boasson Hagen | Dimension Data        | + 5s     |

## UCI World Tour
A Bretagne Classic outorga pontos para o UCI WorldTour de 2016, para corredores de equipas nas categorias UCI ProTeam, Profissional Continental e Equipas Continentais. A seguinte tabela corresponde ao barómetro de pontuação:
| Posição   | 1.º | 2.º | 3.º | 4.º | 5.º | 6.º | 7.º | 8.º | 9.º | 10.º |
| Pontuação | 80  | 60  | 50  | 40  | 30  | 22  | 14  | 10  | 6   | 2    |

| Posição | Ciclista             | Equipa                | Pontos |
| ------- | -------------------- | --------------------- | ------ |
| 1.º     | Oliver Naesen        | IAM Cycling           | 80     |
| 2.º     | Alberto Bettiol      | Cannondale-Drapac     | 60     |
| 3.º     | Alexander Kristoff   | Team Katusha          | 50     |
| 4.º     | Michael Matthews     | Orica-BikeExchange    | 40     |
| 5.º     | John Degenkolb       | Team Giant-Alpecin    | 30     |
| 6.º     | Maciej Paterski      | CCC Sprandi Polkowice | 22     |
| 7.º     | Daniel Hoelgaard     | FDJ                   | 14     |
| 8.º     | Giacomo Nizzolo      | Trek-Segafredo        | 10     |
| 9.º     | Matteo Trentin       | Etixx-Quick Step      | 6      |
| 10.º    | Edvald Boasson Hagen | Dimension Data        | 2      |

Ademais, também outorgou pontos para o UCI World Ranking (classificação global de todas as corridas internacionais).
| Posição   | 1.º | 2.º | 3.º | 4.º | 5.º | 6.º | 7.º | 8.º | 9.º | 10.º |
| Pontuação | 400 | 320 | 260 | 220 | 180 | 140 | 120 | 100 | 80  | 68   |

| Posição | Ciclista             | Equipa                | Pontos |
| ------- | -------------------- | --------------------- | ------ |
| 1.º     | Oliver Naesen        | IAM Cycling           | 400    |
| 2.º     | Alberto Bettiol      | Cannondale-Drapac     | 320    |
| 3.º     | Alexander Kristoff   | Team Katusha          | 260    |
| 4.º     | Michael Matthews     | Orica-BikeExchange    | 220    |
| 5.º     | John Degenkolb       | Team Giant-Alpecin    | 180    |
| 6.º     | Maciej Paterski      | CCC Sprandi Polkowice | 140    |
| 7.º     | Daniel Hoelgaard     | FDJ                   | 120    |
| 8.º     | Giacomo Nizzolo      | Trek-Segafredo        | 100    |
| 9.º     | Matteo Trentin       | Etixx-Quick Step      | 80     |
| 10.º    | Edvald Boasson Hagen | Dimension Data        | 68     |